# Final da Taça da Liga de 2021–22
A Final da Taça da Liga de 2021–22 foi uma partida de futebol disputada no dia 29 de Janeiro de 2022 para determinar o vencedor da Taça da Liga de 2021-22. A Final foi disputada no Estádio Municipal de Leiria, em Leiria, entre o SL Benfica e o Sporting CP. O Sporting CP venceu a prova, ao derrotar o SL Benfica por 2–1, conquistando a sua 4ª Taça da Liga. O árbitro do encontro foi Manuel Mota da AF Braga.

## Final
A Final foi disputada a 29 de Janeiro de 2022 no Estádio Municipal de Leiria.
| 29 Janeiro 2022 | Benfica     | 1 – 2  | Sporting                               | Estádio Municipal de Leiria                     |
| 19:45           | Everton 23' | Report | Gonçalo Inácio 49' · Pablo Sarabia 78' | Público: 20 622 Árbitro: Manuel Mota (AF Braga) |